# Терехов, Михаил (футболист)
Михаил Терехов (1 февраля 1968, Ташкент) — советский и узбекистанский футболист, защитник и полузащитник.

## Биография
Воспитанник ДЮСШ ташкентского «Пахтакора». В чемпионатах СССР выступал во второй лиге за «Касансаец» и «Сохибкор».
В 1992 году играл в высшей лиге Узбекистана за «Кимёгар» (Алмалык), принял участие в 27 матчах. На следующий год играл в первой лиге за «Кимёгар» (Чирчик).
В 1995 году, вместе со своим одноклубником по «Чирчику» Арсланом Талиповым перешёл в российский «Амкар» и провёл в команде два сезона. По итогам 1995 года стал серебряным призёром зонального турнира третьей лиги, на следующий год выступал во второй лиге.
Дальнейшая судьба неизвестна.